# Ulpia Noviomagus Batavorum

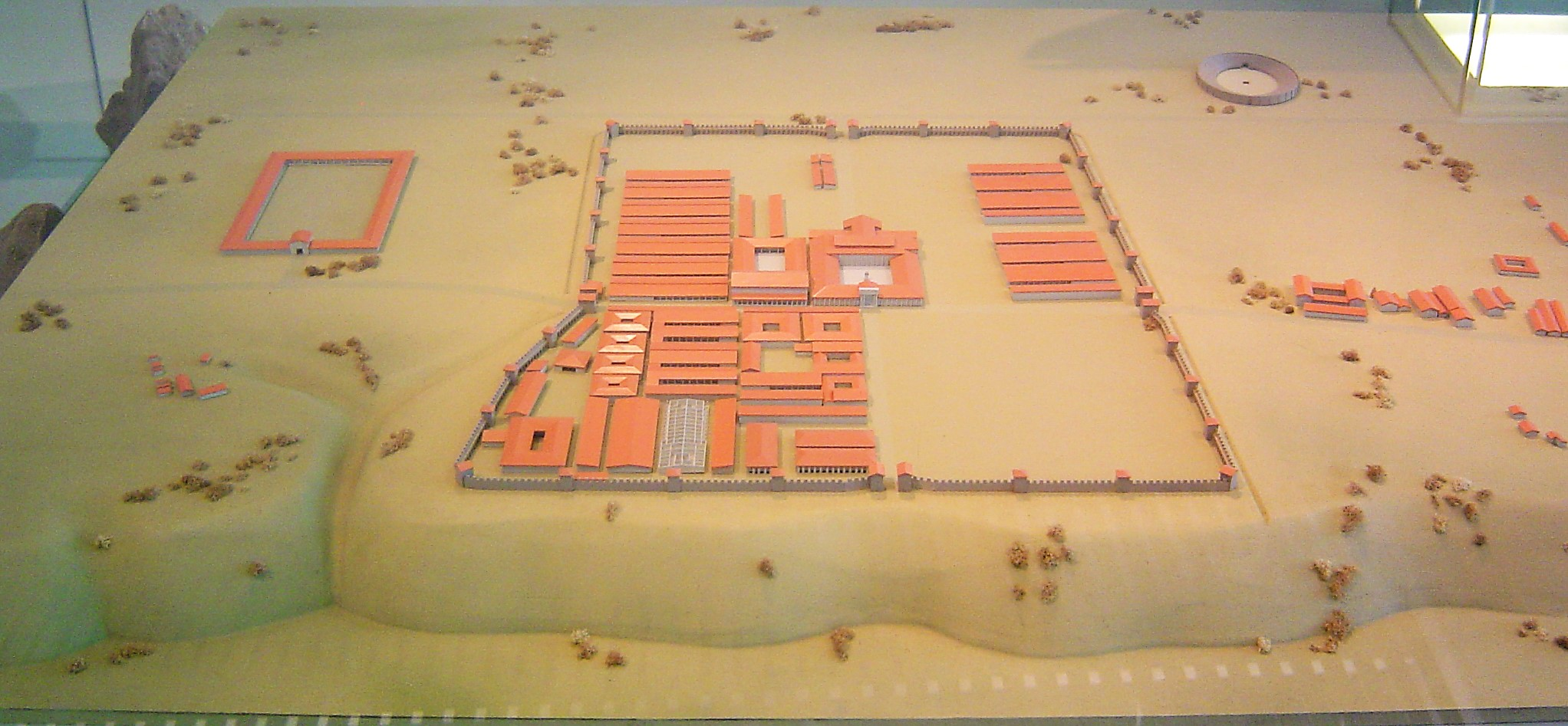
Maquette van het legerkamp op de Hunnerberg opgesteld in Museum Het Valkhof te Nijmegen

Ulpia Noviomagus Batavorum was, naar algemeen wordt aangenomen, de naam van Nijmegen in de laat-Romeinse tijd. De plaats was strategisch bij de heuvels aan de rivier de Waal gelegen. Het was de hoofdstad van de Civitas Batavorum (zie ook Germania Secunda). Mogelijk was de volledige naam Municipium Ulpia Noviomagus Batavorum.  De plaats moet omstreeks het begin van de 2e eeuw Romeinse stadsrechten hebben gekregen. Op dezelfde plek lag in de eeuw daarvoor  Oppidum Batavorum, ("vesting van de Bataven"), ook bekend als Batavodurum ("versterkte stad van de Bataven"), die in 69 n. Chr. is verwoest 
Het archeologisch onderzoek in en nabij Nijmegen werd begin 20e eeuw in gang gezet door de archeoloog Jan Hendrik Holwerda, wiens interesse werd gewekt door enkele Romeinse oudheden die gevonden waren.

## Prehistorie
De vroegste sporen die duiden op bewoning van Nijmegen zijn enkele grafkuilen uit het late neolithicum (ca. 2000 v.Chr.) op het Kops Plateau. Verder zijn er een aantal grafheuvels gevonden uit de bronstijd, waarin de gecremeerde resten van meerdere personen zijn aangetroffen (ca. 1100-500 v.Chr.); ook zijn sporen van een cultusplaats gevonden.

## Vroeg-Romeinse tijd (ca. 15 v.Chr. - 69 n.Chr.)

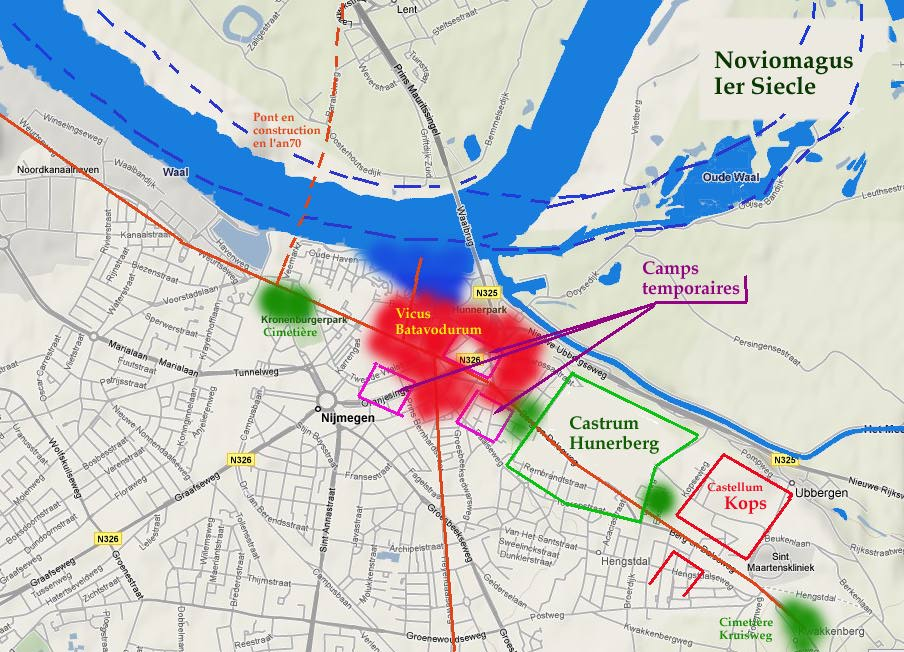
Schematische weergave van Oppidum Batavorum/Batavodurum met de Romeinse castra op de Hunnerberg en het Kops Plateau (eerste eeuw)

### Het legerkamp op de Hunnerberg, eerste periode (15 v.Chr.)
In 15 v.Chr. is op de Hunnerberg (ook Hunerberg genoemd) een groot kamp (castrum) gebouwd. Het was 42 hectare groot, en werd verdedigd door een dubbele sloot en een muur van aarde en hout met poorten, hoektorens en intervaltorens om de 24 m. Het is de vroegste militaire basis in het Rijnland en kan worden beschouwd als de bakermat van de Nedergermaanse grens. Het kamp had ruimte voor twee legioenen of één legioen met een ala milliaria, een cavalerie-eenheid van de hulptroepen (auxilia) van het Romeinse leger, ongeveer 1000 man sterk. In 12 v.Chr. voerde Drusus een grootscheepse, succesvolle campagne om Germania (inclusief de fines frisiorum, de Friese grenzen) te veroveren. Sporen van deze campagne zijn in Nijmegen bewaard gebleven. Het is aannemelijk dat dit kamp heeft gediend als een van de uitvalsbases voor Drusus tijdens zijn campagne tegen de Germanen in 12 v.Chr.

### Het legerkamp op het Kops Plateau
In circa 10 v.Chr. werd, in plaats van het eerdere grote kamp, een relatief klein legerkamp gebouwd. Dit nieuwe kamp bood plaats aan ongeveer 800 manschappen. Het was echter wel voorzien van een groot en luxueus praetorium, een commandantswoning, in keizerlijk aristocratische stijl. De enige vergelijkbare vondsten zijn gedaan langs de rivier de Lippe. Opmerkelijk is. naast de grote omvang van het praetorium, ook de relatief grote hoeveelheid officierswoningen. De architectuur is verwant aan die van de kampen in Lippe, Oberaden, Anreppen en Haltern (langs de Lippe), hoewel het laatste van iets jongere datum is.
Na de nederlaag van de Romeinen onder Varus in het jaar 9 vond een grote reorganisatie van de troepen in Germania Inferior plaats. Het bestaande kamp aan de Hunnerberg werd verbouwd. Het kreeg een oppervlak van 4,5 hectare en had een omvangrijke bezetting van officieren, waarvan vele uit de cavalerie. Daarop wijzen de vele gevonden metalen onderdelen van paardentuig, bitten en ruitersporen. Het praetorium bleef in gebruik.
Ook direct buiten het castrum maken sporen en vondsten duidelijk dat hier diverse detachementen ruiterij gestationeerd zijn geweest, vooral langs de wegen door de toegangspoorten. Een deel van de ruiterij verbleef in een groot stallencomplex ten zuidwesten van het legerkamp, waar ook enkele zeisen zijn gevonden, die gebruikt konden worden om gras te maaien voor hooi.
De Romeinse geschiedschrijver Tacitus (die de ondergang van Oppidum Batavorum beschreef) meldt in diens Historiae dat er ook Germaanse troepen aan Romeinse zijde vochten. Dit waren niet alleen Bataven, maar ook Chauken uit het noordwesten van Duitsland (tussen de Ems en de Weser). Dit verhaal lijkt te worden bevestigd door karakteristieke ruitersporen, die elders alleen in het gebied aan de midden en benedenloop van de Elbe worden gevonden, evenals beslag van paardentuig.
Het praetorium is in ieder geval tot kort voor de opstand van de Bataven in bedrijf gebleven. Dramatisch is in dit verband de vondst van een bronzen schijf, die dienst deed om eigendommen van een naam te voorzien. Op de zilverfolie waarmee de schijf is bedekt is de naam te lezen:

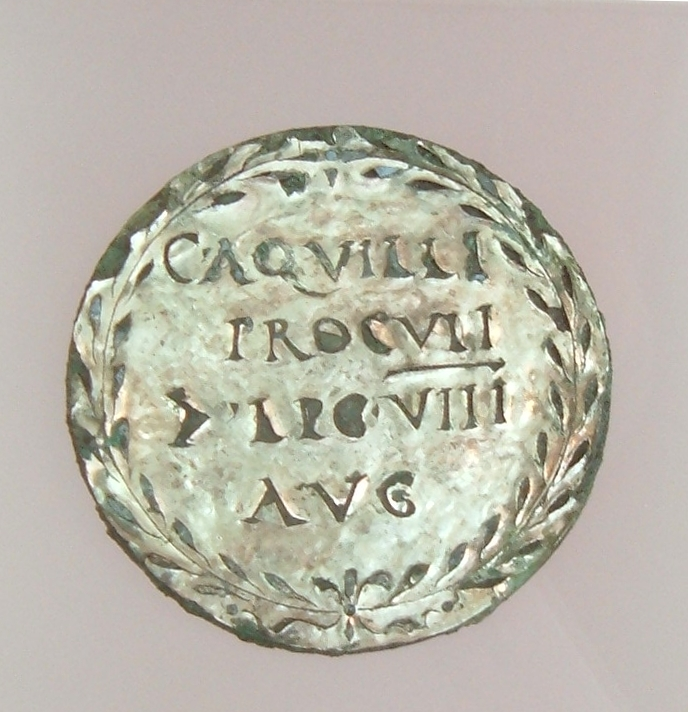
De bronzen schijf van Gaius Aquilius Proculus. Museum Het Valkhof

C(aius) AQUILLI PROCULI C(enturio) LEG(io) VIII AUG (van Gaius Aquilius Proculus, Centurio van het Achtste Legioen Augusta).
Deze inscriptie is in verband gebracht met een passage waarin beschreven wordt hoe Brinno, aanvoerder van de Cananefaten, een verbond met de Friezen sloot. Samen overvielen zij de forten langs de Rijn (nu Kromme en Oude Rijn) en trokken langs de rivieren naar het oosten. De restanten van de Rijnlegioenen concentreerden zich in het oostelijk gedeelte van de Betuwe; het grootste gedeelte van de legioenen werd door Aulus Vitellius meegenomen naar Rome. De ervaren primus pilus Aquilius leidde een allesbehalve soldateske groep Tungri en Nerviërs bij de verdediging van de oostelijke Betuwe.
Legio VIII Augusta is bekend van archeologische vondsten uit de Balkan en, na de Bataafse Opstand, in Straatsburg. De meest waarschijnlijke verklaring is dat Aquilius bij het Achtste heeft gediend en in 68 n.Chr. primus pilus was, mogelijk bij het nabijgelegen legerkamp in Castra Vetera (Xanten), en bij Oppidum Batavorum gedetacheerd was. Voor een succesvolle centurio is dit een plausibele carrière. Uit de datering blijkt dat de schijf vlak vóór de Bataafse Opstand in de grond terecht moet zijn gekomen. Nu bevindt zij zich in Museum Het Valkhof in Nijmegen.
Een brandlaag die omtrent 70 n.Chr. wordt gedateerd is waarschijnlijk een nog zichtbaar spoor dat de opstand heeft nagelaten.

#### Oppidum Batavorum/Batavodorum
Oppidum Batavorum moet omstreeks 10 v.Chr. door de Romeinen zelf zijn gesticht, om de Bataven en te huisvesten en tegelijkertijd grip op hen te houden. Omtrent de precieze locatie van deze nederzetting bestaat geen zekerheid; vermoedelijk was het bij het huidige Keizer Traianusplein, dan wel op of nabij het Valkhof.
De nederzetting werd bij de Bataafse Opstand in 69 vernietigd.

### Andere vondsten

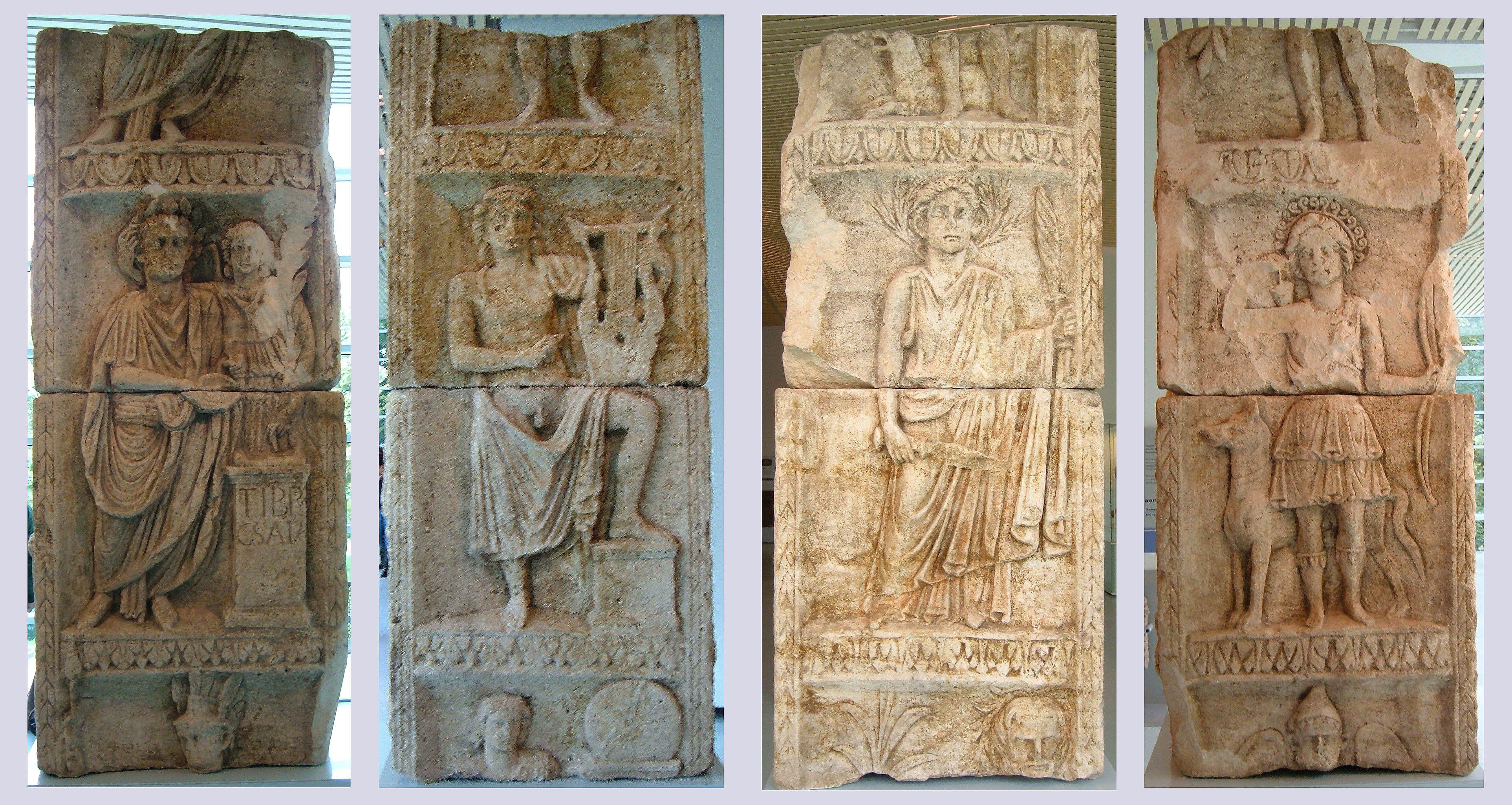
Triomfzuil van Tiberius in Museum Het Valkhof.
Van links naar rechts, voor: TIB(e)R(ius) C(ae)SAR wordt gelauwerd door Victoria, terwijl hij een plengoffer brengt. Links: Apollo. Achter: Ceres. Rechts: Diana. De zuil moet oorspronkelijk 3,5 meter hoog zijn geweest en stond op een prominente plaats in Oppidum Batavorum

Uit de vroeg-Romeinse tijd dateert ook de zogenoemde godenpilaar, die blijkens de inscriptie TIBR/CSAR aan Tiberius is opgedragen. De afbeelding van Tiberius die wordt gelauwerd door Victoria, de godin van de overwinning, wordt in verband gebracht met de expedities van Germanicus.
Ook van belang zijn muntvondsten die gedateerd kunnen worden omtrent 28 n.Chr. en daarom in verband worden gebracht met de opstand van de Friezen. Gelijksoortige muntvondsten zijn uit Friesland bekend: het geld zou in de paniek na de opstand van de Friezen begraven zijn.

## Oorsprong naam en toekenning stadsrechten
De naam Ulpia Noviomagus Batavorum dateert naar het zich laat aanzien uit de periode van 69 n.Chr. - tweede eeuw n.Chr., de midden-Romeinse tijd. De opstand van de Bataven was beëindigd en de Romeinse troepen waren in Nijmegen gestationeerd om de Bataven in de gaten te houden. 
De naam Ulpia [Noviomagi] wordt genoemd in de gedenktekst van een stenen altaar dat in de 19e eeuw is gevonden in de Duitse plaats Pfünz (Beieren). Het lijkt hier om de tweede naam (gensnaam) van keizer Marcus Ulpius Traianus te gaan. De tekst in kwestie is afkomstig van een Bataafse ritmeester. Het opschrift luidt: Genio castror)um T. Fl(avius) Rom(a)nus Ulpia Noviomagi Bataus dec(urio) al(ae) I Flaviae praepositus (Aan de Genius van de legerplaats (wijdt) Titus Flavius Romanus, afkomstig uit Ulpia Noviomagus, een Bataaf, ritmeester van de ala I Flavia, chef van...., dit altaar). Dit maakt het indirect ook mogelijk om het toekennen van de stadsrechten aan Romeins Nijmegen te dateren tussen 98 (het jaar waarin Trajanus aantrad als keizer) en op zijn laatst 104 n.Chr. In dat laatste jaar trok het Tiende Legioen zich uit deze plaats terug, om in plaats daarvan versterking te gaan bieden in de provincie Aquincum (nu Hongarije).

## Midden-Romeinse tijd

### Het legerkamp op de Hunnerberg, tweede periode (70 n.Chr.)

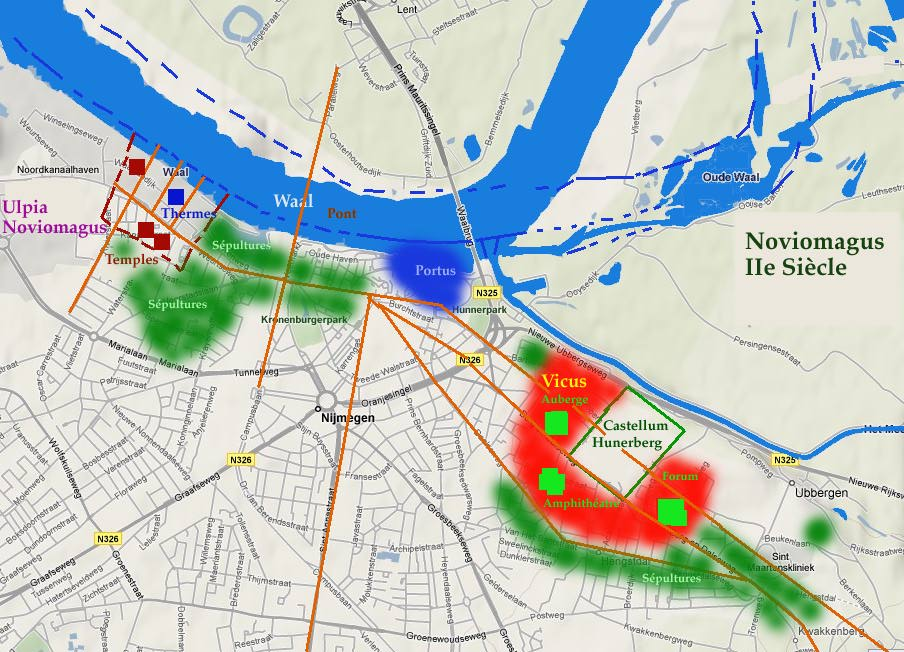
Schematische weergave van Ulpia Noviomagus Batavorum en het verkleinde Hunnerbergkamp met de vicus eromheen (tweede eeuw)

Na de Opstand van de Bataven (69 n.Chr.) vestigde Legio X Gemina Pia Fidelis zich  op de Hunnerberg. In eerste instantie was dit in een houten kamp, maar twintig jaar later werd een stenen castrum gebouwd. Dit legioen kwam uit Hispania en was in allerijl door keizer Vespasianus naar Noviomagus gezonden. Talloze potscherven, dakpannen, stukken waterleiding en een riool, onderdelen van uitrustingsstukken, en zelfs grafstenen herinneren aan de aanwezigheid van dit legioen, waarvan de Nijmeegse periode het best gedocumenteerd is. Ook duiken er in deze periode opvallend veel familienamen Ulpii op, een andere belangrijke aanwijzing.
Naar het castrum liep een aquaduct vanaf de sprengen van Berg en Dal. 
Kort na het bouwen van het stenen castrum vertrok het Tiende Legioen naar oostelijke delen van het Rijk. Later verbleven hier Legio XXX Ulpia Victrix, dat bekend is uit Xanten, en Legio IX Hispana uit Eboracum (York).
Het kamp was omgeven door de cannabae legionis, een burgerlijke nederzetting bestaande uit kroegen, werkplaatsen, badhuizen en winkels die voorzagen in de dagelijkse noodzakelijkheden voor de milites; hier waren de vrouwen en kinderen van de soldaten ondergebracht. Er is een amfitheater gevonden, dat plaats bood aan zo'n 12.000 toeschouwers. Ten zuidoosten van het castrum is een groot grafveld uit deze tijd gevonden. Uit de vondsten blijkt dat het onderscheid tussen militairen en burgers in deze periode vervaagde. Opvallend is dat het terrein van het grote castrum uit de tijd van Drusus niet werd gebruikt voor begrafenissen. 
Op het hoogtepunt, tegen het midden van de tweede eeuw, telde Ulpia Noviomagus Batavorum naar schatting 5000 à 6000 inwoners. Deze schatting is (door Hendrik Brunsting) onder meer gebaseerd op het bebouwde oppervlak (ca. 35-40 hectare) en het aantal teruggevonden graven (ca. 12.500). 
 Dat inwoneraantal zou pas ongeveer duizend jaar later door Utrecht worden geëvenaard.
In de derde eeuw werd het castrum verlaten, waarschijnlijk in verband met toenemende Germaanse invallen en de reorganisatie van de grensverdediging.

### De Waalsprong
Aan de noordelijke oever van de Waal blijkt de bewoning, die in de midden-ijzertijd begon, voortgezet te zijn. Uit de vele vondsten, onder andere een agrarische nederzetting met verkaveling bij Oosterhout, een grafveld en honderden metalen voorwerpen, blijkt dat de lokale bevolking vele Romeinse invloeden overnam. De vondsten kunnen met een tamelijk grote mate van betrouwbaarheid worden toegeschreven aan de Bataven. Het totale areaal van deze nederzetting bedroeg ongeveer 4,5 hectare en was vanaf de derde eeuw v.Chr. in gebruik.
Zeer opvallende vondsten zijn ook Romeinse schrijfplankjes, elders vrijwel uitsluitend bekend uit Romeinse legerplaatsen, die suggereren dat de bewoners geletterd waren. Drie bij elkaar gevonden terracotta beeldjes van Cybele duiden erop dat Romeinse invloeden ook in de religieuze sfeer waren doorgedrongen. Ook de tempels van Hercules in Elst uit de tweede eeuw duiden hierop. Het zijn de grootste Romeinse tempels die ten noorden van de Alpen zijn gevonden.

### Andere vondsten
Uit deze periode dateren ook de meeste andere vondsten. Het Tiende Legioen bouwde in deze periode een nederzetting aan de Waal, westelijk van de locatie van het vroegere Oppidum Batavorum dat door de Bataven was platgebrand. Dit stadje kreeg onder keizer Trajanus marktrechten en de naam Ulpia Noviomagus Batavorum. Aan de zuidkant van het Kopsplateau verrezen een Forum en een pakhuis. Bij Holdeurn werd een steenbakkerij ingericht, die voornamelijk dakpannen, maar ook potten maakte. De producten van deze steenbakkerij worden vanaf het eind van de eerste eeuw tot in de derde eeuw in de omgeving van Nijmegen afgezet. Tevens zijn uit deze tijd de resten van twee Gallo-Romeinse tempels gevonden aan het Maasplein (het huidige Waterkwartier).
Aan de overzijde van de Waal zijn ook uit deze periode vondsten bekend die waarschijnlijk aan Bataven kunnen worden toegeschreven. Het algemene beeld van een netwerk van boerderijen en kleine nederzettingen zet zich voort, maar er treedt in toenemende mate een 'romanisering' op, zoals blijkt uit vondsten van Romeins aardewerk, munten en sieraden.
De naam Noviomagus is in 1993 vermoedelijk ook aangetroffen bij opgravingen naar de hiervoor genoemde tempelcomplexen op het Maasplein. Men stuitte op een zilveren ring waarvan het opschrift als volgt is vertaald: "Aan Salus heeft Rusticus voor de schoenmakers uit Noviomagus, uit het genootschap van Esseravus, [deze ring] geschonken en gewijd". Deze tekst bevat de afkorting NOVIOM.  De vondst wordt tevens gezien als een mogelijke aanwijzing voor het bestaan van beroepsverenigingen in deze tijd. Er is geopperd dat de ring zelfs al dateert van vóór het jaar 98 – de tijd dat Nijmegen Romeinse stadsrechten kreeg – als de curia waarvan dit opschrift melding lijkt te maken geen stedelijke organisatie was (maar wel een civitas).

### Historisch perspectief

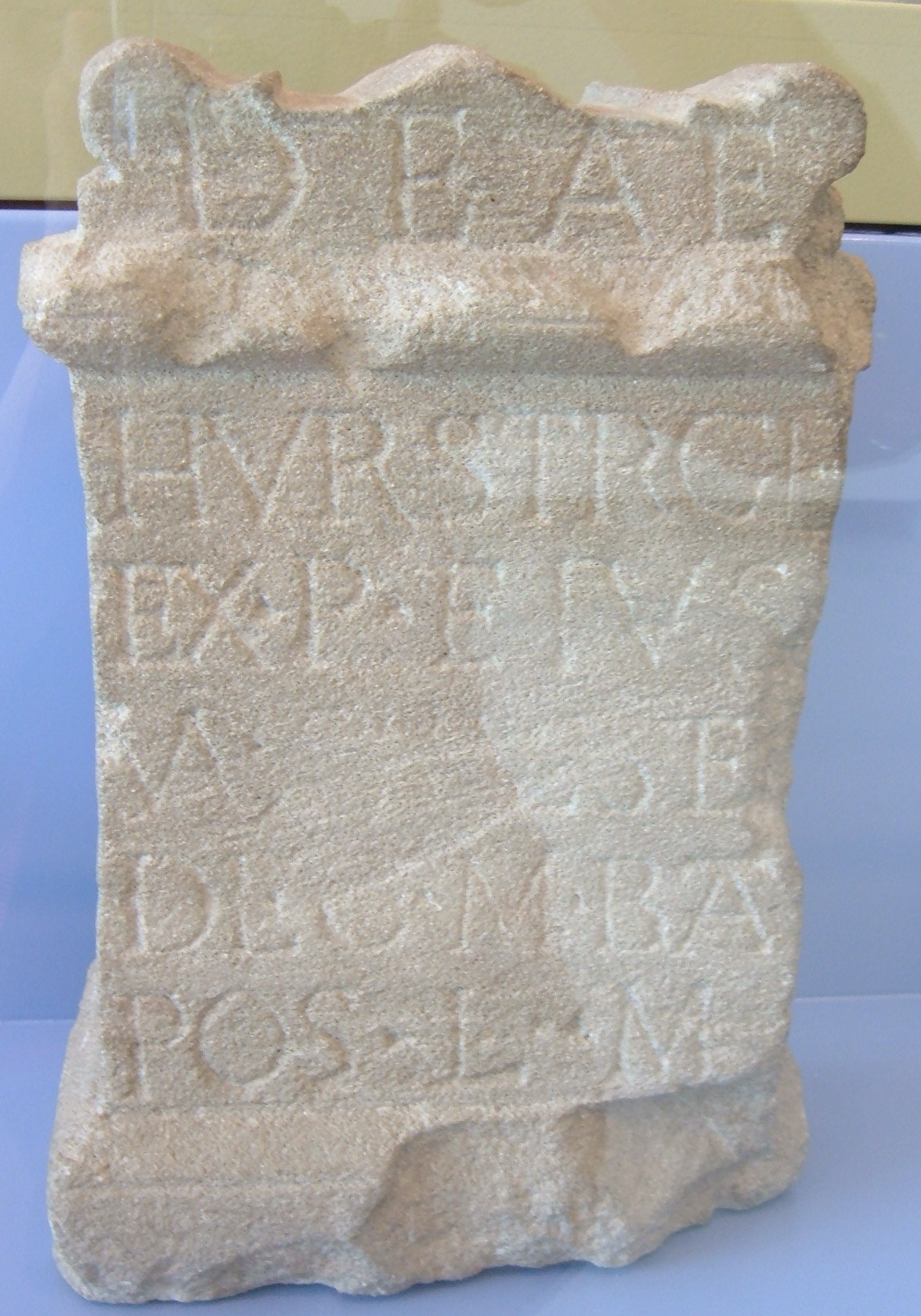
Votiefsteen voor de godin Hurstrge van Valerius Silvester, Decurio (raadslid) van Municipium Batavorum

De vondsten suggereren dat Oppidum Batavorum en Ulpia Noviomagus Batavorum twee verschillende nederzettingen waren. Geen van tweeën is van Bataafse oorsprong: het zijn beide Romeinse economische en bestuurlijke centra met bewoning door magistraten, handwerkslieden en handelaren. De twee nederzettingen waren, naar algemeen wordt verondersteld, ten noorden van de Waal gevestigd.
Behalve de vondst van de bronzen schijf, die in verband wordt gebracht met een passage uit de Historiae, blijkt ook de melding van Tacitus dat de Bataven de Insula Batavorum bewonen door archeologisch materiaal te worden ondersteund. Omdat het vrijwel de enige historische bron is, die iets zegt over de geschiedenis van Nederland in de Romeinse tijd, is dit ondersteunend materiaal van hoge waarde, aangezien hierdoor ook andere meldingen van Tacitus aan geloofwaardigheid winnen.
Er zijn sporen van een gewelddadig einde gevonden waarbij grote standsbranden hebben gewoed. Dit gebeurde niet alleen in Ulpia Noviomagus, maar ook in (bijvoorbeeld) Atuatuca Tungrorum. Er wordt wel een relatie gelegd met de interne onrust binnen het Romeinse rijk in deze tijd, die leidde tot de opstanden onder Maternus.

## Laat-Romeinse tijd
In de derde eeuw begonnen de Franken, een Germaanse stam, invallen te doen in het Romeinse deel van Nederland. In Nijmegen zijn echter uit deze tijd nauwelijks vondsten bekend en het is aannemelijk dat Ulpia Noviomagus Batavorum in deze tijd geen rol van betekenis speelde. Het stenen castrum op de Hunnerberg werd niet langer gebruikt. 
De bewoning van de nederzettingen ten noorden van de Waal liep echter door tot de derde eeuw. In de tweede helft van deze eeuw bestond korte tijd, van 260 tot 274, het Gallische keizerrijk onder de opstandige keizers Postumus en Tetricus. 
Het herstel van de Romeinse cultuur in deze streek kwam hierna echter niet meer van de grond. Pas omstreeks 330 werd er bijvoorbeeld in Maastricht weer een bescheiden Romeins fort gebouwd.
Geschat wordt dat de Romeinen omstreeks 260-270 uit het oorspronkelijke Noviomagus wegtrokken. In de vierde eeuw verdween ook de keizerlijke naam Ulpia Noviomagus Batavorum. De nederzetting ter hoogte van het huidige Waterkwartier was nu verlaten, terwijl aan de voet van het huidige Valkhof een nieuwe stadskern ontstond met de verkorte naam Noviomagus.

## Na de oudheid
Na het definitieve vertrek van de Romeinen viel het gebied in en rond Nijmegen vermoedelijk eerst in Merovingische handen.
Vele eeuwen later, in 1230, zou Nijmegen de status verwerven van vrije rijksstad, destijds van het  Heilige Roomse Rijk (die het daarna al snel weer kwijtraakte). Dit lijkt enigszins opmerkelijk als men bedenkt dat Nijmegen formeel toen nog steeds het Romeinse markt- en stadsrecht bezat.

## Werelderfgoed
De Nederlandse en Duitse regering hebben de Neder-Germaanse limes in 2011 voorgedragen voor de kandidatenlijst voor het werelderfgoed als uitbreiding op de delen in Duitsland en Engeland. Op 9 januari 2020 is het nominatiedossier aan de UNESCO aangeboden, met daarin de meest complete en best bewaarde vindplaatsen uit de Romeinse tijd. 
Op 4 juni 2021 is een positief advies uitgebracht door ICOMOS.
Op 27 juli 2021 zijn tijdens de vergadering van het Werelderfgoedcomité van de UNESCO in het Chinese Fuzhou de onderdelen uit het nominatiedossier  de status van Werelderfgoed toegekend.
Uit de omgeving van Nijmegen zijn vele vondstplaatsen tot werelderfgoed aangewezen:
- De Hunnerberg met de overblijfselen van een grote militaire basis ten tijde van keizer Augustus en van een legioensfort uit de late 1e en vroege 2e eeuw met zijn extramurale burger-nederzetting en met de bijbehorende begraafplaatsen, staat in het nominatiedossier als volgt omschreven:

 Dit grote fort, meer dan 40 ha groot, dat in het tweede decennium voor Christus als operationele basis diende, kan worden beschouwd als de bakermat van de Nederduitse Limes. Het is de vroegste militaire installatie in het Noorden, dat stevige archeologische sporen heeft achtergelaten. Deze vroege basis, met zijn kenmerkende onregelmatige lay-out, vertegenwoordigt een draaipunt tussen enerzijds een strategie gebaseerd op een reactieve aanvalskracht die van binnenuit Gallië opereerde, en aan de andere kant een preventieve strategie waarbij een enorm permanent garnizoen wordt ingezet langs de buitenzijde.
- Op het Kops Plateau West een aanzienlijk niet opgegraven deel van het vroeg-Romeinse fort, waaronder een substantieel deel van de verdedigingswerken, het grootste deel van het hoofdkwartiergebouw en sporen van een militair bijgebouw buiten de verdedigingsstructuren van het hoofdfort. Het is het enige fort aan de Nederduitse Limes waar bijgebouwen – extramurale militaire componenten - zijn geattesteerd.
- Op het Kops Plateau Noord de vuilstortplaats en de noordkant van de vroeg-romeinse fortificatie.
- Het Valkhofpark met resten van de vroeg-Romeinse stad en het laat-Romeinse fort.
- De Holdeurn was in de Romeinse tijd een militaire werkplaats.